# Amateur Radio on the International Space Station

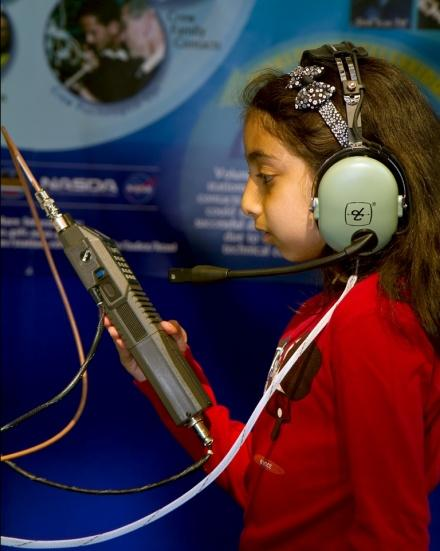
Una studentessa parla all'equipaggio della Stazione Spaziale Internazionale utilizzando apparecchiature radio amatoriali, fornite gratuitamente dai volontari del programma ARISS.

La Amateur Radio on International Space Station (ARISS) è un gruppo di lavoro internazionale che volontariamente si dedica a sviluppare e realizzare equipaggiamenti ed attività a bordo della Stazione spaziale internazionale (ISS). Il progetto è sponsorizzato da varie agenzie spaziali e realizzato da astronauti e cosmonauti a bordo della ISS e che hanno anche una licenza radio amatoriale.Il programma era precedentemente chiamato SAREX, lo Space Amateur Radio Experiment, e prima ancora lo Shuttle Amateur Radio Experiment. 
Radioamatori da tutto il mondo possono mettersi direttamente in comunicazione con gli astronauti / cosmonauti tramite le loro stazioni radio portatili, mobili o domestiche. Radio a bassa potenza e piccole antenne possono essere utilizzate per stabilire comunicazioni. È anche possibile inviare dati digitali alla stazione spaziale tramite computer portatili collegati alla stessa radio e antenna, simile a una comunicazione e-mail, tranne per il fatto che utilizza frequenze radio anziché connessioni telefoniche o via cavo.
Le agenzie spaziali hanno affidato ad ARISS il compito di organizzare e gestire le attività e gli equipaggiamenti a bordo della ISS. Tra queste attività vi sono anche gli "School Contacts", attività educative pianificate nel piano di volo che permettono di mettere in contatto la stazione con scuole e studenti a Terra, facendo divulgazione scientifica ed educazione e spiegando ai ragazzi coinvolti gli aspetti scientifici della vita a bordo.

## Storia
All'origine del progetto ARISS vi fu la necessità di costituire per progettare, costruire e gestire apparecchiature radioamatoriali nello spazio per scopi educativi.
L'idea di portare equipaggiamento radioamatoriale come carico regolare cominciò con le missioni Shuttle, più precisamente la missione STS-9 del novembre 1983, quando Owen Garriott, portò con sé un apparato radio amatoriale a bordo dello Space Shuttle Columbia e installò la prima stazione per collegamento via radio amatoriale funzionante nello spazio, rispondente al codice: W5LFL. Grazie al grande successo dell’iniziativa di Garriott, conclusa con oltre 300 contatti radio in un'unica missione, la NASA decise di istituzionalizzare l’uso della radio coinvolgendo gli studenti delle scuole. Nacque così lo Shuttle Amateur Radio Experiment (SAREX) che, fino all’avvento della ISS, coinvolse decine di astronauti e centinaia di scuole e studenti da tutto il mondo. SAREX forniva agli studenti l'opportunità di parlare direttamente con gli astronauti a bordo dello Shuttle mentre era in orbita attorno alla Terra. Con l'aiuto di operatori radioamatoriali, gli studenti potevano tentare di contattare gli astronauti in missione attraverso la voce, packet radio o la televisione, a seconda della configurazione delle apparecchiature che lo Shuttle portava nello spazio. Attraverso la comunicazione vocale gli studenti ponevano domande sugli esperimenti condotti durante la missione e su come si vive nello spazio. Quando gli astronauti erano addormentati, l'apparato radioamatoriale automatizzato a bordo dello Shuttle prese contatti con centinaia di radioamatori in tutto il mondo. Gli studenti potevano seguire l'orbita dello Shuttle usando software informatici, "intercettando" le comunicazioni dello Shuttle e ascoltando i commenti sulla missione della NASA e i bollettini sulle trasmissioni pianificate dagli astronauti.

## Antenne a bordo della ISS
Nell'ambito della seconda fase del programma ARISS, sul modulo Zvezda furono installate diverse antenne per onde corte, VHF, UHF e banda L. Per la stazione radioamatoriale, nell'ottobre 2017, furono installate a bordo del modulo Columbus due antenne, una per la banda S e una per la banda L, entrambe posizionate sullo scudo a protezione dei micro meteoriti. Originariamente era stata prevista anche l'installazione di un'antenna UHF, che tuttavia non fu completata per via dei costi. Il costo dell'installazione delle antenne sul modulo Columbus superò i 100.000 euro. Per far fronte ai costi, il Politecnico di Breslavia chiese aiuto al ministero polacco della scienza e dello sviluppo, che contribuì stanziando un fondo di 14.000 euro. Altri 69.000 euro furono reperiti dall'ARISS tramite donazioni private.